# 田华
田华（1928年8月3日—），原名刘天花，女，河北省唐县人，中國演員。代表作为电影版《白毛女》。1962年被选为“新中国二十二大明星”，1981年提名金鸡奖最佳女主角。

## 生平
1928年生于河北省唐县的贫农家庭，父母为避免她传染天花，取名刘天花。1940年，参加晋察冀军区政治部抗敌剧社儿童演剧队，此后以田华为艺名，1941年在华北联合大学进行为期半年的文化艺术学习。1944年4月4日加入中国共产党。
1950年，在北京电影制片厂副厂长汪洋推荐下，田华出演了电影处女作——即为在中国话剧舞台上引起巨大回响的《白毛女》。影片公映后，轰动全国，并且参加多个海外影展放映，影片荣获第六届卡罗维·发利国际电影节特别荣誉奖。文化部后在1957年授予田华金质奖章。1954年，时为华北军区政治部文工团演员的田华当选第一届全国人大代表河北省代表。有作者认为，她当选的原因或是因为此部电影。1955年，田华参加中央戏剧学院表演干部训练班，毕业后分配到沈阳军区抗敌话剧团，仍为演员。1959年，调入八一电影制片厂。而田华在《党的女儿》等一系列成功影片中塑造的女军人形象亦大受欢迎。
文革后，田华作品不断，1981年更凭借《法庭内外》的表演提名金鸡奖最佳女主角，1990年离休后继续从事艺术教育工作。2005年被授予中国电影诞生100周年“国家有突出贡献电影艺术家”称号。2024年，获“人民艺术家”国家荣誉称号。

## 演出作品
- 1950：白毛女（饰 喜儿）
- 1958：花好月圆（饰 范灵芝）
- 1958：党的女儿（饰 李玉梅、青年小妞）
- 1959：江山多娇（饰 岳仙）
- 1962：碧海丹心（饰 金小妹）
- 1963：夺印（饰 胡素芳）
- 1964：白求恩大夫（饰 冯医生）
- 1965：秘密图纸（饰 石云）
- 1978：峥嵘岁月
- 1978：猎字99号
- 1978：奴隶的女儿
- 1980：法庭内外（饰 尚勤）
- 1981：许茂和他的女儿们（八一厂版，饰 颜少春）
- 1985：通天塔
- 1986：小铃铛
- 1998：柳菲的遗书
- 2009：寻找成龙
- 2011：戒烟不戒酒
- 2012：飞越老人院

## 荣誉
- 1981年，中華人民共和國二十二大電影明星
- 1981年，獲提名第一届中国电影金鸡奖：最佳女主角（《法庭内外》）
- 1993年，中國電影金鳳凰獎：榮譽獎
- 2009年，中國電影金鳳凰獎：終身成就獎
- 2010年，第19届中国金鸡百花电影节：金雞獎終身成就獎
- 2024年：人民艺术家[8]